# Peter Zelinka
Peter Zelinka (ur. 1 marca 1957 w miejscowości Častá, zm. 27 października 2021 w Bratysławie) – słowacki biathlonista reprezentujący Czechosłowację. W Pucharze Świata zadebiutował 28 stycznia 1979 roku w Ruhpolding, gdzie zajął 19. miejsce w biegu indywidualnym. Tym samym już w swoim debiucie zdobył pierwsze punkty. Nigdy nie stanął na podium indywidualnych zawodów PŚ. W 1979 roku wystąpił na mistrzostwach świata w Ruhpolding, gdzie zajął 19. miejsce w biegu indywidualnym, 20. miejsce w sprincie i siódme miejsce w sztafecie. Był też między innymi szósty w sztafecie podczas mistrzostw świata w Mińsku w 1982 roku. W 1980 roku wystartował na igrzyskach olimpijskich w Lake Placid, gdzie zajął 22. miejsce w biegu indywidualnym, szóste w sprincie i jedenaste w sztafecie. Brał też udział w igrzyskach w Sarajewie w 1984 roku, gdzie był szósty w sztafecie.

## Osiągnięcia

### Igrzyska olimpijskie
| Rok  | Miejscowość | Konkurencje | Konkurencje | Konkurencje | Konkurencje | Konkurencje | Konkurencje | Konkurencje |
| Rok  | Miejscowość | IN          | SP          | PU          | MS          | RL          | MR          | SR          |
| ---- | ----------- | ----------- | ----------- | ----------- | ----------- | ----------- | ----------- | ----------- |
| 1980 | Lake Placid | 22.         | 6.          | nd.         | nd.         | 11.         | nd.         | –           |
| 1984 | Sarajewo    | –           | –           | nd.         | nd.         | 6.          | nd.         | –           |

### Mistrzostwa świata
| Rok  | Miejscowość | Konkurencje | Konkurencje | Konkurencje | Konkurencje | Konkurencje | Konkurencje | Konkurencje |
| Rok  | Miejscowość | IN          | SP          | PU          | MS          | RL          | MR          | SR          |
| ---- | ----------- | ----------- | ----------- | ----------- | ----------- | ----------- | ----------- | ----------- |
| 1979 | Ruhpolding  | 19.         | 20.         | nd.         | nd.         | 7.          | nd.         | –           |
| 1981 | Lahti       | 22.         | 17.         | nd.         | nd.         | 7.          | nd.         | –           |
| 1982 | Mińsk       | –           | 26.         | nd.         | nd.         | 6.          | nd.         | –           |
| 1986 | Oslo        | 44.         | –           | nd.         | nd.         | –           | nd.         | –           |

### Puchar Świata

#### Miejsca w klasyfikacji generalnej
| Sezon     | Miejsce |
| --------- | ------- |
| 1978/1979 | ?       |
| 1979/1980 | ?       |
| 1980/1981 | ?       |
| 1981/1982 | ?       |
| 1983/1984 | ?       |
| 1985/1986 | -       |